# Puffinus spelaeus
Puffinus spelaeus je vyhynulý druh mořského ptáka z čeledi buřňákovitých (Procellariidae), který se endemicky vyskytoval na Jižním ostrově Nového Zélandu.
Tento buřňák byl formálně popsán teprve v roce 1994 na základě kostí nalezených v jeskyni poblíž řeky Fox na Jižním ostrově. Další kosterní pozůstatky tohoto druhu byly nalezeny v severozápadním Nelsonu. Stáří nalezených kostí se pohybuje od pozdního pleistocénu do pozdního holocénu (stáří mezi asi 10 000–600 lety). Anglické běžné jméno Scarlett's shearwater připomíná novozélandského paleontologa Rona Scarletta (1911–2002), který jako první rozpoznal, že nalezené subfosilní pozůstatky patří novému druhu. Vědecké druhové jméno spelaeus pochází z latiny, ve které znamená „z jeskyně“ (z latinského spelaeum, čili „jeskyně“).
Podle fylogenetické analýzy byl P. spelaeus úzce příbuzný s jinými dvěma novozélandskými endemity, a sice buřňákem třepetavým (P. gavia) a buřňákem Huttonovým (P. huttoni). Všechny tři druhy představovaly jediný druh ještě před 1 milionem let, načež se vydaly na svou vlastní evoluční cestu. Jejich speciaci snad dopomohla zásadní změna klimatu v době pleistocénu.
P. spelaeus byl poměrně malý pták vážící kolem 250 g. Na základě zploštělých kostí křídel se vyvozuje, že byla používána k pohybu pod vodou, což je typické i u řady jiných buřňáků. S velkou pravděpodobností se tedy jednalo o dobrého plavce a potápěče živícího se krilem a menšími rybkami. Vzhledem ke krátkým křídlům se dá předpokládat, že P. spelaeus žil usedavě (srov. s buřňákem Huttonovým, který má delší křídla a na zimu táhne k severozápadní Austrálii).
K vyhynutí Puffinus spelaeus s největší pravděpodobností došlo někdy v 16. století v důsledku predace krysou ostrovní, kterou na Nový Zéland zavlekli Polynésané ve 13. století. Svou roli možná hrál i lov buřňáků prvními polynéskými osadníky.